# Super Sidekicks 3: The Next Glory
Super Sidekicks 3: The Next Glory (得点王3 栄光への道?, Tokuten-ō 3: Eikō e no Michi) è il terzo capitolo di Super Sidekicks, ossia la serie di videogiochi di calcio prodotti dalla SNK per la scheda hardware Neo Geo e per le relative console casalinghe.
È stato pubblicato nel 1995 ed è l'unico capitolo della serie a essere stato tradotto ufficialmente in italiano, tant'è vero che il sottotitolo nella tale lingua è La prossima gloria.
Nel 1998 il gioco, leggermente modificato, è stato ridistribuito dopo il Campionato mondiale di calcio 1998 con il nome di Neo Geo Cup '98: The Road to the Victory.

## Modalità di gioco
Come il suo predecessore, Super Sidekicks 3: The Next Glory viene giocato con una prospettiva dall'alto verso il basso in un ambiente bidimensionale con sprite. Sebbene segua lo stesso gameplay di altri titoli di calcio dell'epoca e la maggior parte delle regole dello sport siano presenti, il titolo opta per un approccio più arcade invece di essere una simulazione completa. Le nuove funzionalità di questo capitolo includono la possibilità di nominare il calciatore che segna per la sua squadra e di tenere il conto di quanti gol segna durante l'utilizzo della sua squadra da parte del giocatore. Oltre alla classifica "Top Teams", che funge da tabella dei punteggi più alti per le squadre, è presente una tabella "Top Scorer" per i singoli giocatori. Il nome e l'utilizzo dei giocatori marcatori sono casuali.
La seconda nuova funzionalità include i tornei regionali, in cui una squadra (di qualsiasi regione) può partecipare a un torneo nella propria regione o in altre regioni. Questa è una buona soluzione per quei giocatori che apprezzano una squadra in particolare ma non vogliono affrontare sempre gli stessi avversari, come accadrebbe se partecipassero al torneo mondiale. I campionati includono il Torneo mondiale (basato sulla vera Coppa del Mondo FIFA), il Torneo europeo (Campionato europeo di calcio UEFA), il Torneo sudamericano (Copa América), il Torneo americano (CONCACAF Gold Cup), il Torneo africano (Coppa delle nazioni africane) e il Torneo asiatico (Coppa d'Asia).

## Squadre selezionabili
Il gioco consente di scegliere tra 64 squadre differenti, suddivise in otto gironi. Segue l'elenco completo delle squadre presenti e il relativo modulo.

### Super Sidekicks 3: The Next Glory

#### Europa A
- Inghilterra (4-4-2)
- Italia (4-4-2)
- Norvegia (4-5-1)
- Paesi Bassi (3-4-3)
- Polonia (4-4-2)
- Svizzera (3-5-2)
- Turchia (3-4-3)

#### Europa B
- Belgio (3-5-2)
- Danimarca (3-5-2)
- Galles (4-4-2)
- Germania (4-4-2)
- Irlanda (3-5-2)
- Rep. Ceca (4-4-2)
- Romania (4-4-2)
- Spagna (3-4-3)

#### Europa C
- Austria (4-4-2)
- Bulgaria (4-4-2)
- Finlandia (4-4-2)
- Francia (4-4-2)
- Grecia (4-5-1)
- Russia (4-4-2)
- Svezia (4-4-2)
- Ungheria (3-5-2)

#### Africa
- Camerun (4-4-2)
- Costa d'Avorio (4-4-2)
- Egitto (4-5-1)
- Guinea (3-5-2)
- Marocco (3-5-2)
- Nigeria (4-4-2)
- Sudafrica (3-4-3)
- Zambia (3-4-3)

#### Centro-Nord America
- Canada (4-4-2)
- Costa Rica (3-5-2)
- El Salvador (3-5-2)
- Guatemala (4-5-1)
- Messico (4-4-2)
- Panama (3-4-3)
- Porto Rico (3-5-2)
- Stati Uniti (3-5-2)

#### Sud America
- Argentina (4-4-2)
- Bolivia (3-5-2)
- Brasile (4-4-2)
- Cile (3-5-2)
- Colombia (4-4-2)
- Ecuador (4-5-1)
- Perù (4-4-2)
- Uruguay (4-4-2)

#### Asia A
- Australia (4-4-2)
- Cina (3-4-3)
- Iran (4-5-1)
- Iraq (3-4-3)
- Nuova Zelanda (4-4-2)
- Singapore (4-5-1)
- Taiwan (3-5-2)
- Vietnam (3-5-2)

#### Asia B
- Arabia Saudita (4-4-2)
- Corea del Sud (3-4-3)
- Emirati Arabi Uniti (3-5-2)
- Giappone (4-4-2)
- Hong Kong (4-4-2)
- India (3-4-3)
- Malaysia (4-4-2)
- Thailandia (3-5-2)

### Neo Geo Cup '98: The Road to the Victory

#### Europa A
- Italia
- Paesi Bassi
- Svizzera
- Norvegia
- Inghilterra
- Turchia
- Portogallo
- Croazia

#### Europa B
- Germania
- Spagna
- Belgio
- Romania
- Danimarca
- Irlanda
- Scozia
- Rep. Ceca

#### Europa C
- Francia
- Bulgaria
- Svezia
- Russia
- Grecia
- Ungheria
- Austria
- Jugoslavia

#### Africa
- Nigeria
- Camerun
- Marocco
- Egitto
- Sudafrica
- Zambia
- Costa d'Avorio
- Tunisia

#### Nord-Centro America
- Stati Uniti
- Messico
- Canada
- Costa Rica
- Porto Rico
- Guatemala
- El Salvador
- Giamaica

#### Sud America
- Brasile
- Argentina
- Colombia
- Paraguay
- Cile
- Ecuador
- Uruguay
- Perù

#### Asia A
- Australia
- Cina
- Nuova Zelanda
- Taiwan
- Iran
- Iraq
- Vietnam
- Singapore

#### Asia B
- Arabia Saudita
- Corea del Sud
- Giappone
- Emirati Arabi Uniti
- Indonesia
- Hong Kong
- Thailandia
- Malaysia

## Accoglienza
In Giappone, la rivista Game Machine elencò Super Sidekicks 3: The Next Glory nel numero del 15 aprile 1995 come la decima unità arcade di maggior successo del mese. Allo stesso modo, RePlay ha riferito che era il nono gioco più popolare in Nord America. Il titolo si è rivelato popolare tra i giocatori e ha ricevuto un'accoglienza positiva dalla critica, ma la maggior parte dei recensori ha ritenuto che fosse un semplice aggiornamento piuttosto che un vero sequel di Super Sidekicks 2: The World Championship, con alcuni che lo considerano inferiore alla versione precedente.